# Fernando Figueroa (Fußballspieler)
Fernando Figueroa (* 2. Juli 1925 in Guadalajara, Jalisco; † 22. Februar 2011), auch bekannt unter seinem Spitznamen Pelón, war ein mexikanischer Fußballspieler, der unter anderem für Mexiko am Fußballturnier der Olympischen Sommerspiele von 1948 teilnahm. Dort bestritt er das einzige Spiel der Mexikaner, das gegen Südkorea 3:5 verloren wurde, und erzielte einen Treffer. Zu jener Zeit spielte er auf Amateurbasis für Deportivo SUTAJ. Im Anschluss an das olympische Turnier wechselte Figueroa in den Profifußball zum Stadtrivalen Deportivo Guadalajara, für den er in den nächsten drei Jahren insgesamt 58 Begegnungen in der höchsten mexikanischen Spielklasse absolvierte und zwei Tore erzielte: das Erste beim 3:1-Sieg gegen den Club Deportivo Oro am 21. November 1948 und das Zweite bei der 1:2-Niederlage beim Club Deportivo Tampico am 1. Oktober 1950.